# Cântecele Mariei Tănase
Cântecele Mariei Tănase cuprinde lista și descrierea cântecelor, pe care cântăreața le-a interpretat de-a lungul întregii sale cariere, realizate de etnomuzicologii Harry Brauner și Tiberiu Alexandru pentru discurile postume Electrecord ale artistei.

## Tiberiu Alexandru
Prezentarea cântecelor Mariei Tănase realizată de Tiberiu Alexandru a fost editată pentru prima oară în setul de 5 LP-uri Din cîntecele Mariei Tănase (cote EPE 0135, EPE 0193, EPE 0221, EPE 0282, EPE 01282) editat de casa de discuri Electrecord în 1978. Descrierile cântecelor din această prezentare au fost reproduse ulterior și în bookleturile CD-urilor Electrecord Maria Tănase (cote ELCD 142, EDC 228, EDC 356).
| Melodie                          | Descriere | Lansare |
| -------------------------------- | --- | ------- |
| Aguridă, aguridă                 | Vechi cântec orășenesc de stil oriental asemănător celor la modă pe vremea lui Anton Pann. Glasul expresiv al solistei este susținut de acompaniamentul „gonit” al orchestrei. Din contrastul dintre acest fel de acompaniament, alert și parcă nervos, și melodia de largă cantabilitate, rezultă un efetc pitoresc deosebit. | —       |
| Am avut trei mândrulițe          | Cântec ardelenesc de largă circulație, cunoscut îndeobște cu textul „De s-ar afla cineva”. Maria Tănase a avut drept model varianta vestitului cântăreț Ion Luță-Ioviță, feciorul nu mai puțin vestitului rapsod al Banatului Luță Ioviță. | —       |
| Am iubit și-am să iubesc         | Cântec lăutăresc „de mahala”, mult cântat în perioada interbelică. Interpretarea solistei, cu rărirea liniilor melodice, îndeosebi la început de frază, creează o vădită atmosferă de petrecere, de chef. | —       |
| Aseară ți-am luat basma          | Cântec orășenesc de petrecere, probabil de creație lăutărească, larg răspândit te tarafurile argeșene. La începutul fiecărei „strofe melodice” Maria Tănase rărește însă mult melodia, ca să revină curând, treptat, la cursul ritmic obișnuit. Acest procedeu, destul de curent când asemenea cântece se cântă la chef, îl vom întâlni și în alte piese ritmate în repertoriul solistei. | —       |
| Aseară vântul bătea              | Cântec transilvănean în mișcare și ritm de joc. După Harry Brauner, cântecul a fost popularizat de Maria Tănase cu prilejul Festivalului mondial al tineretului și studenților din anul 1953. Împletind părțile cântate, oarecum languroase, cu strigături voinicești, artista a înzestrat cântecul cu un fermecător contrast. | 1953    |
| Astă iarnă, era iarnă            | Cântec de stil nou din Muntenia, larg răspândit în perioada interbelică. Difuzat îndeobește de lăutari, îl caracterizează o melodică de largă respirație, cu unele inflexiuni cromatice, amintin muzica orientală. | —       |
| Astă noapte te-am visat          | Cântec bănățean învățat de la aceeași Magdalena Biriescu (de la care a învățat și cântecul de petrecere „Dodă, dodă”), după o înregistrare pe disc a Arhivei de folklore a Societății compozitorilor români din martie 1943. Melodia, deosebit de frumoasă, poartă un text de ,,dor greu”, nu mai puțin frumos. De aci larga popularitate pe care a dobândit-o cântecul. |         |
| Aș ofta să-mi iasă focul         | Sârbă oltenească veselă și dinamică. Acompaniamentul deși cam „gros” îi subliniază caracterul. Maria Tănase a învățat-o de la Maria Lătărețu, care, după ce a făcut un prim lot de înregistrări pe discuri „Columbia” în septembrie 1937, sub supravegherea artistică a Arhivei de folclor a Societății compozitorilor români, a început să cânte în mai multe restaurante bucureștene. Aceasta a numit acest cântec de joc, pe care l-a înregistrat pe disc în 1937, „sârbă de mahala”, spre a deosebi de sârbele sătești. | —       |
| Bade, din dragostea noastră      | Cântec bănățean. Harry Brauner afirmă că Maria Tănase l-ar fi învățat din culegerile Arhivei de folklore a Societății compozitorilor români, In colecțiile acesteia există într-adevăr o excepțională variantă, culeasă și înregistrată pe cilindru de Constantin Brăiloiu în vara anului 1935. de la Cătălina Zgăvârdea din Jupa, județul Caraș-Severin, imprimată mai târziu, în două rânduri, pe disc (in iunie 1935 și in aprilie 1938). Compozitorul Constantin Palade a folosit melodia acestui cântec pentru proclamația revoluționarului ardelean Gheorghe Doja, din cantata sa pentru bariton, cor mixt și orchestră Baladă despre Gheorghe Doja (1951). Credem însă că Maria Tănase a învățat cântecul din altă sursă, poate cu ocazia peregrinărilor sale pe meleagurile Banatului. Ar pleda în acest sens faptul că poezia cântecului este alta decât cea a variantei din arhiva bucureșteană, cântată pe o frumoasă poezie de dragoste : „Frumos bade, trandafir”. Într-adevăr, nu era nici un motiv ca solista să cânte melodia cu altă poezie, mai puțin realizată din punct de vedere artistic. |         |
| Bătrânețe, haine grele           | Cunoscută romanță populară, răspândită în toată țara. Vizibil emoționantă, Maria Tănase se identifică parcă cu înțelesul cântării căreia îi dă viață. | —       |
| Bun îi vinul ghiurghiuliu        | Cântec de pahar moldovenesc înregistrat în anul 1932 la Arhiva de folclor a Societății Compozitorilor Români de la Spiridon Șepteboi, a fost răspândit de către cântăreață în 1936, trecând mult peste hotarele dialectului local și devenind foarte cunoscut astăzi în toată țara. Melodia este în ritm de geampara (trei timpi cu cel din urmă ușor mai lung). Prima linie melodică este mult lărgită la început, apoi cântăreața revine la ritmul obișnuit. | 1938    |
| Butelcuța mea                    | „Cântec de pahar” moldovenesc într-o inspirată prelucrare a Mariei Tănase. | 1957    |
| Când toca la Radu-Vodă           | Vechi cântec orășenesc, poezie în metru popular. În articolul „Lăutarii și compozițiile lor”, publicat în ziarul „Buciumul” din 21 noiembrie/3 decembrie 1964, Nicolae Filimon afirmă că este o creație a lăutarilor bucureșteni, de pe vremea lui Ion Caragea, Alexandru Șuțu și Grigore Ghica Vodă, deci între anii 1812-1828. El găsește că în melosul „domină elementul muzicii orientale”. Nu știm care a fost înfățișarea melodiei în timpul lui Filimon - cea mai veche melodie publicată pe care o cunoaștem, culeasă în Buzău, a apărut în 1909 în culegerea lui P. Cioragariu, Cântece din popor - aceasta însă, ca și varianta Mariei Tănase, prezintă mai degrabă unele intonații de romanță, aidoma altei variante publicată nu demult (1955 și 1978) de G. Ciobanu. | —       |
| Cântec de leagăn                 | Maria Tănase interpretează cu aleasă simțire acest vechi cântec de leagăn maramureșean. Sfătuită de Harry Brauner, l-a învățat în anul 1936 dintr-o culegere din 1930 a Arhivei de folklore. Ritmul iambic, molcom și legănat, este anume sorocit adormirii „coconilor”, cum sunt numiți pruncii în Maramureșul Voievodal. Versurile mărturisesc o aleasă și totodată gingașe măiestrie artistică. Din bogata lor imagistică trebuie neapărat reținută ideea creerii bătrânei doine : „Doina din ce s-o făcut ? / Dintr-o gură de mic prunc, / L-o lăsat, maica, dormind, / L-o găsit doina zicând” |         |
| Cântec din Oaș                   | Este de fapt o „țipuritură” orășenească, strigătură cântată într-o manieră specifică pe o formă simplificată a melodiei instrumentale, cu care se împletește într-o pitorească eterofonie. Textul de față reprezintă însăilarea a trei strigături - trei „țipurituri” - distincte. Și aici întâlnim, în interpretarea solistei, acea răcire temporară la început de frază. Orchestra de acompaniament întregește cu măiestrie cântarea: glas și instrumente se contopesc într-un tot artistic de înaltă valoare. | —       |
| Cântecul buciumului (Tulnicul)   | În folclorul din Maramureș și din Țara Oașului viețuiește încă acest interesant cântec „al trâmbiții”, cum i se spune buciumului în partea locului. Tâlcul său este următorul : O tânără păstoriță este atacată de tâlhari. Înainte de a o lega și poate de a-i lua viața, ea cere căpeteniei îngăduința să mai sune din bucium. De trei ori a sunat copila din străvechea unealtă muzicală a păcurarilor noștri. Din viersul ei părinții și sătenii au deslușit aievea ce s-a întâmplat ; aleargă cu mic cu mare, prind hoții pe cale să plece cu turma de oi și o salvează pe tânăra eroină. Melodia acestui interesant cântec bucolic, cu vechi ecou epic, este construită pe întorsăturile tipice ale buciumului, așa cum ele răsună în nordul Transilvaniei, ca și în Bucovina învecinată. Cântecul vrea totodată să arate că și instrumentul poate să „vorbească”, să transmită un mesaj perfect inteligibil celor ce știu să-l descifreze. | 1956    |
| Câte mute, câte slute            | În cel mai neaoș spirit folcloric, Maria Tănase „strigă” pe o „învârtită” sub-transilvăneană, cântată și ea, de clarinetistul orchestrei, pare-se Traian Lăscuț Făgărășanu, într-un frumos stil local. Strigăturile satirizează cu robust umor pe de o parte soțul de nimic, iar pe de altă parte, bărbatul frumos și ușuratic, de care „mândruțele” să se ferească. | —       |
| Cât îi Maramureșu'               | Vestit cântec maramureșean, cunoscut și sub numele „Câte flori pe Iza-n sus”. Îl caracterizează, înainte de toate, ritmul său legănat, bazat pe alternarea iambului cu troheul. Maria Tănase îl cântă, într-o interpretare proprie, mai rar decât se obișnuiește. | 1943    |
| Ce mi-e drag mie, vărare         | Cântec ardelenesc de largă răspândire, cu numeroase variante, dintre care îndeobște cunoscută este cea cu poezia „Somnu mi-i și pic de somn”. Debitul „parlando” originar este, ca de obicei, lărgit. Textul îngemănează două poezii diferite. Cea dinții prezintă o pilduitoare definire a cântecului instrumental și a celui vocal: Badiu „zice” din fluier, în vreme ce mândra cântâ”. |         |
| Cine iubește și lasă             | Unul dintre cele mai frumoase și mai apreciate cântece din repetroriul Mariei Tănase. După Harry Brauner, în 1932, când a fost cules de la Rafira Husea („Hira lui Lade”) din Drăgușul-Făgăraș, jud. Brașov în 1929, cântecul trăia doar în amintirea ei. Preluat „târâișul șarpelui” a dobândit o nouă viață. Fără această îndoită intervenție, culegerea cântecului și învățarea lui de către artistă, s-ar fi pierdut fără doar și poate o creație de mare valoare a genului popular. | 1937    |
| Cine m-aude cântând              | Cântec doinit sud-ardelenesc. Melodia poartă o frumoasă poezie despre cântat: cântecul nu înseamnă lipsă de griji ci, adesea, contrariul. Stilul „parlando” original este mult lărgit prin interpretarea expresivă, specifică solistei. |         |
| Ciuleandra                       | Preluând melodia jocului muntenesc „Ciuleandra”, la început într-o mișcare lentă, mișcare pe care o iuțește pas cu pas, împletind-o cu strigături-comenzi, și acestea tot mai vii, Maria Tănase a creat o piesă de foarte mare succes. | 1957    |
| Dadă, frică mi-e că mor ca mâine | Piesă nelipsită din repertoriul lăutarilor sătești, mai cu seamă „la masa mare” a nunții. Acest cântec printre primele învățate de Maria Tănase, a suferit multe transformări în interpretarea artistei, până a dobândit ultima înfățișare (în variantele din anul 1958 - n.n.), atât de răscolitoare prin tristețea ei, tristețe ce azi ne apare ca un presentiment al prea timpuriei sale dispariții. | 1938    |
| Doină din Maramureș              | Doina propriu-zisă. Obișnuit este o cântare de largă respirație melodică, mânuită cu libertate creatoare de către interpret. Forma variantei de față este însă aproape imuabilă, urmare poate a modelului pe care l-a avut Maria Tănase când a învățat-o. Poezia alternează aici cu doua refrene, în sânul cărora se evidențiază cuvântul dui, repetat de mai multe ori. În cântarea solistei, intonarea acestui cuvânt aduce voit glas de fluier mare ori caval în registrul grav, în vreme ce în „bătrâna horă” lungă cum e numită doină în partea locului, asemenea refrene sunt împodobite de ciudate întorsături melodice, oarecum sughițate, „noduri” cum li se spune pe alocuri. Datorită talentului creator al artistei, doina de față apare ca o izbutită stilizare. | 1956    |
| Dodă, dodă                       | Cântec de petrecere bănățean, învățat după o înregistrare pe bandă de magnetofon, făcută în studioul din București al Institutului de folclor, în februarie 1951, de la Magdalena Biriescu, țărancă din Criciova, jud. Timiș. Maria Tănase nu păstrează cu rigurozitate ritmul șchiop specific acestui cântec, ritm a cărui formulă de bază este alcătuită din trei timpi, cel dintâi cu ceva mai lung (cunoscutul ritm al unor jocuri bănățene „de brâu”). Ea însuflețește cântecul așa cum îi poruncește propria ei simțire, într-o interpretare ce poartă pecetea personalității sale. | —       |
| Dragi mi-s cântecele mele        | Aranjament revuistic de Henri Mălineanu, a fost lansat în „Concertul popoarelor” în cinstea Festivalului mondial al tineretului și studenților din 1953. După o introducere compusă de Mălineanu, prilej de a enunța un vibrant mesaj patriotic: „Dragi mi-s cântecele mele / Că simt țara mea în ele ...”, urmează o scurtă suită de cântece din repertoriul artistei: o doină despre Iancu Jianu, un fragment din „Colea-n vale-n grădiniță” și cunoscuta melodie „Leliță cârciumăreasă”. | 1956    |
| Eu pe badea-am întrebat          | Cântec sud-ardelenesc, caracterizat prin ritmul său trohaic, oarecum legănat și domol. Textul moralizor satirizează fetele ușuratice în dragoste. | —       |
| Foaie verde, foi de nuci         | Cântec orășenesc-lăutăresc „de mahala” cu vădit caracter oriental. De remarcat varietatea structurii sale ritmice, în care alternează formule binare cu formule ternare. | 1956    |
| Gheorghiță, măi                  | Cântec de stil nou din Muntenia. Este binecunoscut din prelucrarea pentru solist și cor a lui D.G. Kiriac, cu titlul «Foaie verde lămâiță». Maria Tănase îl cânta într-o mișcare foarte vie imprimându-i o dinamică particulară, la care contribuie și acompaniamentul de sârbă. | —       |
| Hai, iu, iu                      | Cântec de petrecere ardelenesc-bănățean. „De proveniență incertă”, după Harry Brauner, el s-a bucurat pe vremuri de o foarte largă circulație în toată țara. Maria Tănase adaugă poeziei alte câteva texte, sporindu-i umorul. La începutul fiecărei cântări remarcăm acea rărire temporară a ritmului, de care a mai fost vorba. | —       |
| Învârtită de pe Târnave          | Este o învârtită sud-transilvăneană specifică, caracterizată prin ritmul ei șchiop. Cântarea solistei alternează cu strigături, totul în cel mai autentic stil popular. Melodia a fost înregistrată în perioada interbelică. Maria Tănase este acompaniată de doi populari muzicanți din acea vreme: Ștefan Bugeanu (armonică) și Vasile Constantin (clarinet). | 1937    |
| Iac-așa                          | Creație pare-se semicultă, poate de obârșie lăutărească. Melodia cromatică, ca și ritmul, îi conferă un pronunțat caracter oriental. După Petre Ghiață și Clery Sechelarie (soțul artistei), autorii volumului Maria Tănase și cântecul românesc (București, 1966), ar fi vorba de o prelucrare a Mariei, căreia îi aparține și poezia, după o melodie dobrogeană. | —       |
| Lume, lume                       | Cântec lăutăresc orășenesc de petrecere, larg popularizat nu demult de Ion Crețu, cunoscut cântăreț moldovean. Maria Tănase relevă cu puternică participare afectivă frumusețea liniei melodice și tristețea pe care o degajă poezia despre viața trecătoare. | 1958    |
| Luncă, luncă                     | Cântec specific Munteniei, subcarpatice, larg difuzat de lăutarii din partea locului. Poezia conferă grandoare epică însemnătății pe care o are dragostea. | —       |
| Lung îi drumul Gorjului          | Vestită sârbă gorjenească, popularizată prin anul 1937 de Maria Lătărețu, cea mai strălucită cântăreață a Gorjului. Viguroasă și totodată veselă, această sârbă cântă dorul și dragostea. | 1938    |
| Mă dusei să trec la Olt          | Cântec orășenesc transilvănean, alcătuit din două părți distincte, una doinită și alta mișcată. Se remarcă o lărgire a liniei melodice, ceea ce necesită unele repetări în cursul versurilor, spre a le potrivi cu noua dimensiune a melodiei. Poezia vorbește cu haz de trecerea înot a Oltului. | 1944    |
| Măria, neichii Mărie             | Cântec de foarte largă răspândire, poate de obârșie semicultă. Interpretarea Mariei Tănase lărgește debitul obișnuit al cântării, imprimându-i totodată o notă de tragism, subliniind patetic suferințele dragostei neîmpărtășite. | —       |
| Mărie și Mărioară                | Cântec de stil nou din repertoriul lăutarilor argeșeni Ioniță Bădiță, Ion Matache, Luca Codin ș.a., care-l cântau cu vervă în cor, însoțindu-și glasul cu instrumentele, în cârciumile din „Piața Mare” a Bucureștiului din perioada interbelică. Cântecul a fost înregistrat în acea vreme pe disc și cântat la microfonul posturilor de radio. Maria Tănase îi păstrează cu fidelitate atât linia melodică cât și poezia. | —       |
| Mărioară, viaț-amară             | Cântec în stil nou în ritm și mișcare de sârbă, cântat cu netăgăduită vervă și voie bună. Poezia, plină de haz, despre cel care dă tot peste Mării, Marițe și Mărioare, este o inspirată creație a Mariei Tănase. | —       |
| Mi-am pus busuioc în păr         | „Cântec românesc” compus de Ion Vasilescu, cu poezia de același, în colaborare cu Nicu Kanner. A fost compus în vara anului 1938 și lansat în cadrul revistei „Constelația Alhambrei” în toamna aceluiaș an. Este unul din cele mai inspirate cântece de acest gen, iar interpretarea Mariei Tănase l-a făcut vestit atât în țară cât și peste hotare. | —       |
| Na guriță și te du               | Sârbă culeasă în 1931 în comuna Runc (Gorj), de la cântăreața profesionistă Ioana Zlătaru și popularizată de tarafurile aduse în Capitală la restaurantele din cartierul Gării de Nord. Maria Tănase a învățat această cunoscută sârbă gorjenească de la lăutăresele din partea locului, descoperite și puse în lumină în urma unei cercetări monografice din 1930, efectuată de cercetătorii Arhivei de folclor a Societății compozitorilor români, sub conducerea lui Constantin Brăiloiu. Cea mai veche variantă înregistrată pe disc „Columbia” a fost făcută de Ilinca V. Pobirci din Runcu, jud. Gorj, în anul 1934, sub supravegherea artistică a Arhivei de folclor a Societății compozitorilor români. | —       |
| Nici acela nu-i fecior           | Cântec voinicesc maramureșean din perioada interbelică exprimând protestul împotriva jandarmilor abuzivi. După Harry Brauner, Maria Tănase l-a învățat în cursul anului 1930, după o înregistrare din Arhiva de folclor a Societății compozitorilor români. Acompaniamentul foarte frumos al orchestrei îi imprimă ritm și mișcare de „învârtită” sud-ardelenească. Se creează în acest chip o interesantă și pitorească sinteză între un cântec ritmat maramureșean și un joc în ritm șchiop propriu zonei meridionale a Transilvaniei. La fiecare început de „strofă melodică” mișcarea este mult rărită, procedeu pe care l-am mai întâlnit și în alte piese. De aci un remarcabil efect artistic. | —       |
| Până când nu te iubeam           | Vechi cântec orășenesc, cu versuri în metru popular și refren. A fost publicat de Anton Pann în culegerea sa Spitalul Amorului, broșura a 3-a (1852). Poezia ascunde acrostihul Parasc(h)evița. Este o creație a sa, ori prelucrarea unei poezii populare mai vechi, după cum creație proprie poate fi și melodia, puternic înrăurită de muzica orientală, după moda timpului. Cântecul a fost popularizat printr-o inspirată armonizare pentru voce și pian a lui Constantin Brăiloiu, după transcrierea de notația psaltică a lui Anton Pann făcută de Ioan Chirescu, Victor Predescu, care o acompaniază pe Maria Tănase, subliniază caracterul oriental al cântecului, acordându-și vioara în așa chip încât să poată cânta deodată pe două coarde melodia în octave. | —       |
| Pe deal pe la Cornățel           | Vechi cântec din Muntenia, caracterizat prin ritmul său oarecum legănat, într-o mișcare domolă. Maria îl cântă în forma statornicită de o îndelungată tradiție. Este unul din puținele cazuri în care aportul ei creator este minim. | —       |
| Pe uliță mai colea               | Cântec din Transilvania. Este unul din cele mai frumoase din repertoriul gravat pe discurile de față în ciuda simplității lui — este alcătuit dintr-o singură secțiune melodică urmată de un refren de aceeași structură metrică – interpretarea încărcată de emoție a Măriei îi împrumută amploare.frumoase din repertoriul gravat pe discurile de față în ciuda simplității lui — este alcătuit dintr-o singură secțiune melodică urmată de un refren de aceeași structură metrică – interpretarea încărcată de emoție a Măriei îi împrumută amploare. |         |
| Pe vale, țațo, pe vale           | Cântec de dragoste de stil vechi, învățat dintr-o culegere făcută pentru Arhiva de folclor a Societății compozitorilor români de Constantin Brăiloiu, în iunie 1939, de la Veta Diaconu, țărancă din Izvoare, jud. Prahova. Influxiunile cromatice, de factură orientală, ale melodiei, duc bănuiala la obârșia ei lăutărească. | —       |
| Rău mă doare inima               | Vechi cântec bucovinean din colecțiile Arhivei de folklore a Societății compozitorilor români. Maria l-a învățat după un disc înregistrat în anul 1934, de Constantin Brăiloiu, de la Profira Topliceanu, țărancă din Capu Câmpului, jud. Suceava. Interpretarea -subliniază cu emoție poezia, care vorbește de o durere adâncă, care nu poate fi mărturisită. |         |
| Se teme Ion că moare             | Este un „cântec al bâlbâitului” din repertoriul transilvănean. Feluritele variante ale melodiei circulă cu poezii diferite, obișnuit satirice. | —       |
| Și-am zis verde și una           | Vechi cântec bucovinean din colecțiile Arhivei de folclor a Societății compozitorilor români. Maria l-a învățat după un disc înregistrat în anul 1934, de Constantin Brăiloiu, de la Profira Topliceanu, țărancă din Capu Câmpului, jud. Suceava. Interpretarea subliniază cu emoție poezia, care vorbește de o durere adâncă, care nu poate fi mărturisită. |         |
| Toderel                          | Cântec maramureșean de petrecere prelucrat de Maria Tănase. | —       |
| Trenule, mașină mică             | Cântec de stil nou, larg popularizat în perioada interbelică, îndeosebi de lăutarii argeșeni, care cântau zi de zi în localurile din preajma „Pieței Mari” a Capitalei. Acompaniamentul de sârbă imprimă nerv și mișcare. | —       |
| Trei focuri arde pe lume         | De fapt „Trei focuri ard pe lume”, cu o specifică lipsă de acord gramatical, pe care solista o păstrează aidoma. Este un inspirat cântec orășenesc de inspirație lăutărească. Intervențiile acordeonistului Fărâmiță Lambru, excepțional talent scos la iveală și făcut cunoscut de Maria Tănase, colorează melodia acceptându-i caracterul „de mahala” sau „țigănesc”, cum i se spune îndeosebește. Interpretarea solistei adaugă subtile întorsături melodice bogat ornamentate, pline de „doruri și jale”, cum judicios observă Harry Brauner. | 1956    |
| Un țigan avea o casă             | Cântec orășenesc, cu text narativ. Spre deosebire de baladele propriu-zise, cu pregnant caracter recitativ, melodia acestuia este clădită pe un ritm regulat, cursiv. | 1958    |
| Uhăi, bade                       | Este prelucrarea unei „jienești” a păcurarilor din Mărginimea Sibiului, făcută - după Petre Ghiață și Clery Sechelarie - de solistă. Este o ingenioasă împletire a unor părți cântate de strigături clamate în cel mai neaoș stil, subliniind cu haz poezia, de fapt însăilarea câtorva strigături strigături inspirate din viața păstorească. | —       |

## Alții
| Melodie                   | Descriere | Lansare |
| ------------------------- | --- | ------- |
| Leliță cârciumăreasă      | Cântec cules de Maria Tănase de la cârciuma „La Mălăieru” (cârciumă din mahalaua Cărămidari) și popularizat de tarafurile bucureștene de mahala. | 1939    |
| M-am jurat de mii de ori  | Cântec popular românesc din Gorj, în ritm de sârbă lansat de Maria Tănase și înregistrat de aceasta în 1937. În 1938, sub acompaniamentul lui Ion Matache, Maria Tănase îl cântă pe viu la debutul său radiofonic. Melodia a fost interpretată și de Ion Luican în 1955, rămânând de atunci una din cele mai cunoscute piese folclorice românești. | 1937    |
| Nunta țigănească          | Cântec țigănesc, zglobiu, cules de Harry Brauner de la lăutarul Ion Puceanu, din Teișul Târgoviștei. La origine, o melodie îndrăcită, foarte sincopată, în contratimpi, i-au fost adăugate versuri de Bebe Altmann, devenind astfel „Nunta țigănească”.                                                                                            | 1937    |
| Să știi fă că te-am iubit | Cântec țigănesc orășenesc (de mahala). | 1937    |